# Josef Šlerka
Josef Šlerka (* 11. prosince 1974 Opočno) je sémiotik a odborník na analýzu dat ze sociálních sítí. Od srpna 2017 do konce dubna 2021 byl ředitelem Nadačního fondu nezávislé žurnalistiky. Působí stále jako vysokoškolský pedagog na Karlově univerzitě.
Dříve pracoval ve společnosti Ataxo, kde byl vedoucím technologické divize Social Insider. V dubnu 2014 byl Social Insider zakoupen českým startupem Socialbakers, pro který Josef Šlerka do července 2017 dělal vedoucího vývoje a výzkumu.

## Studium a pedagogická činnost
V letech 1993–1996 studoval dramaturgii na Divadelní fakultě Janáčkovy akademie múzických umění, studium ale nedokončil. Poté vystudoval obor Estetika na Filozofické fakultě Univerzity Karlovy a následně na této fakultě vystudoval doktorský program Informační věda, disertační práci na téma Normalized social distance obhájil v červnu 2019. Přednáší na Studiích nových médií na Filozofické fakultě Univerzity Karlovy.
Mezi roky 2008 a 2010 byl členem Akademického senátu Filozofické fakulty Univerzity Karlovy a ve stejné době zastupoval tuto fakultu také v celouniverzitním Akademickém senátu.

## Ocenění
V roce 2014 byl v rámci cen českého internetu Křišťálová Lupa zvolen odbornou porotou „Osobností roku“. V předešlých letech získal několikrát druhé místo.

## Zajímavosti
Na webu Lupa.cz byl označen za „nestora českého digitálu“. Na webu Startupnews.cz byl zase označen za „matadora české IT scény“. Miloš Čermák jej označil za „Brouka Pytlíka českého internetu“, což média později interpretovala jako Šlerkův výrok.
V pilotní verzi pod vedením Josefa Šlerky běží projekt Nadačního fondu nezávislé žurnalistiky Mapa médií, který má za cíl shromažďovat informace o českých médiích a nejrůznějších aspektech novinářské práce a mediální praxe.